# Talaveruela de la Vera
Talaveruela de la Vera é um município da Espanha na comarca de La Vera, província de Cáceres, comunidade autónoma da Estremadura. Tem 21,3 km² de área e em 2021 tinha 316 habitantes (densidade: 14,8 hab./km²).

## Demografia
| Variação demográfica do município entre 1991 e 2004 | Variação demográfica do município entre 1991 e 2004 | Variação demográfica do município entre 1991 e 2004 | Variação demográfica do município entre 1991 e 2004 |
| --------------------------------------------------- | --------------------------------------------------- | --------------------------------------------------- | --------------------------------------------------- |
| 1991                                                | 1996                                                | 2001                                                | 2004                                                |
| 539                                                 | 492                                                 | 446                                                 | 413                                                 |